# Siège de Lamia
Guerre lamiaque
Batailles
siège de Lamia ; bataille d'Amorgos ; bataille des Échinades ; bataille de Mélité (en) ; bataille de Crannon
Le siège de Lamia se déroule durant la guerre lamiaque (qui tire son nom de cette cité de Phthiotide) en 323-322 av. J.-C. et oppose une coalition grecque, dirigée par Athènes, aux forces macédoniennes d'Antipater, le régent de Macédoine. Les Macédoniens finissent par l'emporter après l'arrivée de renforts conduits par Léonnatos. Le commandant athénien, Léosthène, trouve la mort durant le siège.

## Contexte historique
Après la mort d'Alexandre le Grand en juin 323 av. J.-C., une coalition de Grecs, dirigée par les Athéniens, entend se libérer de la domination macédonienne. Athènes déclenche la guerre lamiaque fin 323 av. J.-C. et reçoit des contingents venus d'Étolie, de Locride, de Phocide et même d'Épire. Le commandement est confié à Léosthène, un proche de Démosthène. Léosthène remporte quelques succès initiaux contre Antipater, le régent de Macédoine, lequel dispose d'effectifs inférieurs. Vaincu en Béotie, Antipater abandonne ensuite les Thermopyles et s'enferme dans Lamia, en Phthiotide, en attendant le secours de Cratère.

## Déroulement
Léosthène s'approche de Lamia à la tête de son armée et fortifie un camp, creusant un fossé profond et construisant une palissade. Léosthène cherche à rassembler ses forces et à défier directement les Macédoniens au combat. Mais ceux-ci refusent le combat, incitant Léosthène à lancer des attaques quotidiennes contre les murs. Les Macédoniens parviennent à se défendre des attaques des Grecs grâce à l'abondance de missiles et à la protection des murs. Comme Léosthène ne parvient pas à prendre d'assaut la ville, il décide de couper tous les approvisionnements vers la ville, estimant que la faim inciterait les Macédoniens à se rendre. Il fait également construire un mur et creuser un profond fossé afin de couper toutes les voies d'évacuation pour les Macédoniens.
Antipater refuse de se rendre sans condition et tente de gagner du temps car le contingent de vétérans (dont les argyraspides) commandés par Cratère est encore en Cilicie, tandis que Lysimaque, le gouverneur de Thrace, est aux prises avec des révoltes. Léonnatos, l'ambitieux satrape de Phrygie hellespontique vient alors au secours d'Antipater avec des renforts amenés d'Asie en détournant les troupes destinées à conquérir la Cappadoce au profit d'Eumène de Cardia.
Entre-temps, Les Étoliens retournent chez eux en raison d'affaires nationales avec l'accord de Léosthène. Épuisés par la faim, les Macédoniens lancent une attaque contre les hommes creusant le fossé ; dans la lutte Léosthène est frappé à la tête par une pierre de fronde tirée depuis les remparts ; il s'évanouit et est ramené au camp où il meurt trois jours plus tard. Son successeur, Antiphile, est contraint de lever le siège pour se porter à la rencontre de l'armée de Léonnatos venue d'Asie.

## Conséquences
Durant la bataille qui s'ensuit entre Grecs et Macédoniens au printemps 322 av. J.-C., Léonnatos, trahi par les cavaliers thessaliens, est vaincu et tué mais son armée n'est pas complètement détruite. Antipater réussit à sortir de Lamia et à faire la jonction avec elle avant de se retirer en Macédoine, pour y attendre les renforts amenés par Cratère. Finalement les Grecs sont vaincus à la bataille de Crannon en août 322, ce qui marque la fin de la guerre lamiaque.

## Sources antiques
- Diodore de Sicile, Bibliothèque historique [détail des éditions] [lire en ligne], XVIII, 1-25.